# Śmierć rewolwerowca
Śmierć rewolwerowca (ang. Death of a Gunfighter) – amerykański western z 1969 powstały według scenariusza Josepha Calvelli na podstawie powieści Lewisa B. Pattena.

## Treść
Szeryf Frank Patch od 20 lat strzeże prawa w miasteczku Cottonwood Springs. Jego gwałtowny charakter i bezwzględny sposób działania sprawiają jednak, że miejscy radni chcą go usunąć ze stanowiska. Kiedy Patch w samoobronie zabija miejscowego pijaka, nastroje mieszkańców ostatecznie zwracają się przeciw niemu. Kiedy radni wraz z burmistrzem decydują się wręczyć mu dymisję, w trakcie ostrej wymiany zdań szeryf publicznie upokarza jednego z nich – wydawcę miejscowej gazety Oxleya. Decydując się w zemście zabić Franka, to on jednak popełnia samobójstwo. Gdy zawodzi również interwencja wezwanego szeryfa okręgowego – niechętni Patchowi, czołowi obywatele skłaniają młodego Oxleya, aby to on dokonał zamachu na niego. Szeryf unika jednak zasadzki, a kolejną ofiarą staje się Will Oxley. Sprawia to, że do odgórnie zainspirowanej akcji fizycznej likwidacji szeryfa dołączają inni mieszkańcy miasteczka.

## Obsada
- Richard Widmark – szeryf Frank Patch
- Lena Horne – Claire Quintana, jego przyjaciółka
- Michael McGreevey – Dan Joslin
- Kent Smith – Andrew Oxley, wydawca gazety
- Mercer Harris – Will Oxley, jego syn
- John Saxon – Lou Trinidad, szeryf okręgowy
- Larry Gates – burmistrz Chester Sayer
- Carroll O’Connor – Lester Locke, właściciel saloonu „Alamo”
- Dub Taylor – doktor Adams
- David Opatoshu – Edward Rosenbloom, kupiec
- Morgan Woodward – Ivan Stanek
- Darleen Carr – Hilda Jorgenson
- Jimmy Lydon – Luke Mills, pijak
- Jacqueline Scott – Laurie Mills, jego żona
- Victor French – Phil Miller, barman u Lestera
- Robert Sorrells – Chris Hogg
- Royal Dano – Roy Brandt
- James O’Hara – ksiądz Sweeney
- Amy Thomson – Angela, prostytutka

## O filmie
Film początkowo reżyserował Robert Totten, jednak po konflikcie z R. Widmarkiem został zastąpiony przez Dona Siegela. Po zakończeniu realizacji filmu Siegel, niezadowolony z końcowego efektu, nie chciał, aby jego nazwisko znalazło się w napisach. Z kolei Widmark nie chciał się zgodzić, by w napisach pojawiło się nazwisko Tottena. W wyniku porozumienia jako reżyser wpisano fikcyjnego Alan Smithee - był to pierwszy taki przypadek w historii Hollywood. Później podobnego pseudonimu użyto w kilkunastu filmach (po raz ostatni w 1999).